# Jankov u Pelhřimova
Jankov (deutsch Jankau) ist eine Gemeinde in Tschechien. Sie liegt 14 Kilometer westlich von Jihlava und gehört zum Okres Pelhřimov.

## Geographie
Jankov befindet sich am Fuße des 689 m hohen Špilberk in der Böhmisch-Mährischen Höhe südlich der Staatsstraße 602 von Pelhřimov nach Jihlava, von der eine Stichstraße in das entlegene Dorf führt. Südwestlich erhebt sich der Křemešník (765 m). Westlich des Dorfes liegt das Quellgebiet des Baches Jankovský potok, dessen gesamter Oberlauf wegen des Vorkommens der Flussperlmuschel als nationales Naturdenkmal geschützt ist.
Nachbarorte sind Opatov im Norden, Dušejov im Osten, Boršov und Hojkov im Südosten, Milíčov im Süden, Chaloupky im Südwesten, Branišov im Westen sowie Vyskytná im Nordwesten.

## Geschichte
Erstmals urkundlich erwähnt wurde Jankov im Jahre 1375 als Besitz des Klosters Seelau. Die während der Hussitenkriege verwaisten Seelauer Klostergüter übergab König Sigismund 1436 mit Einverständnis des nach Iglau geflüchteten Abtes dem Schutz und der Verwaltung Nikolaus Trčka von Lípas. Nachdem Georg von Podiebrad den Klosterbesitz 1458 den Trčka von Lípa auch in der Landtafel zugeschrieben hatte, errichtete Burian Trčka von Lípa die Herrschaft Jenikau. 1601 verkauften die Trčka Jenikau dem Iglauer Bürger Matthias Stubegg Ritter von Königstein (Matyáš Štubik z Kynigštejna). Bei der Erbteilung zwischen seinen Söhnen erhielt Samuel Stubegg 1606 den Jenikauer Anteil.
Nach der Aufhebung der Patrimonialherrschaften bildete Jankov ab 1850 eine Gemeinde im Bezirk Deutschbrod. Zu Beginn des 20. Jahrhunderts wurde Jankov dem Bezirk Humpolec zugeordnet. Seit 1949 gehört die Gemeinde zum Okres Pelhřimov. Zwischen 1976 und 1991 war Jankov nach Vyskytná eingemeindet.

## Gemeindegliederung
Für die Gemeinde Jankov sind keine Ortsteile ausgewiesen.

## Sehenswürdigkeiten
- historischer Grenzstein zwischen Böhmen und Mähren, am Weg nach Milíčov